# Hermann Anton Haus
Hermann Anton Haus (Liubliana, 8 de agosto de 1925 — Lexington, 21 de maio de 2003) foi um físico e engenheiro eletrônico esloveno naturalizado estadunidense. Foi professor do Instituto de Tecnologia de Massachusetts.

## Carreira
A pesquisa e o ensino de Haus variaram de investigações fundamentais da incerteza quântica como manifestada em comunicações ópticas à geração prática de pulsos ópticos ultracurtos. Em 1994, a Optical Society of America reconheceu as contribuições do Dr. Haus com sua Medalha Frederic Ives, o maior prêmio da sociedade. Haus é autor ou co-autor de oito livros (ver seção abaixo), publicou quase 300 artigos e apresentou seu trabalho em praticamente todas as principais conferências e simpósios sobre laser e eletrônica quântica e óptica quântica em todo o mundo. Ele recebeu a Medalha Nacional de Ciências em 1995 e foi adotado no Alumni Hall of Fame da RPI em 2007.

## Hermann A. Haus
- H. A. Haus e R. B. Adler, Circuit Theory of Linear Noisy Networks (The MIT Press, 1959).
- H. A. Haus, Noise in Electron Devices (The MIT Press, 1959)
- H. A. Haus e J. P. Penhune, Case Studies in Electromagnetism: Problems with Solutions (Wiley, 1960).
- P. Penfield e H. A. Haus, Electrodynamics of Moving Media (The MIT Press, 1967).
- H. A. Haus, Waves e Fields in Optoelectronics (Prentice Hall, Incorporated, 1984).
- H. A. Haus e J. R. Melcher, Electromagnetic Fields and Energy (Prentice Hall, 1989).
- H. A. Haus, Electromagnetic Noise and Quantum Optical Measurements (Springer Science & Business Media, 2000).
- C. Manolatou e H. A. Haus, Passive Components for Dense Optical Integration (Springer Science & Business Media, 2002).